# Mel Ferrer
Melchor Gastón Ferrer (ur. 25 sierpnia 1917 w Elberon, zm. 2 czerwca 2008 w Santa Barbara) – amerykański aktor filmowy, teatralny i telewizyjny oraz reżyser i producent.
8 lutego 1960 za wkład w amerykański przemysł filmowy otrzymał własną gwiazdę w Alei Gwiazd w Los Angeles znajdującą się przy 6268 Hollywood Boulevard.

## Życiorys
Urodził się w Elberon w stanie New Jersey jako syn Mary Matilda Irene (z domu O’Donohue) i chirurga doktora José Maríi Ferrera. Jego rodzina miała pochodzenie hiszpańskie i irlandzkie; ojciec urodził się w Hawanie na Kubie i miał pochodzenie katalońskie.
W 1940 po raz pierwszy pojawił się na Broadwayu w roli Petera Santarda w przedstawieniu Kind Lady. W 1945 zadebiutował jako reżyser filmowy dramatu Dziewczyna z Limberlost (The Girl of the Limberlost, 1945) z udziałem Glorii Holden. W 1946 wyreżyserował broadwayowski spektakl Cyrano de Bergerac. Wkrótce trafił na ekran w roli księdza Serry w dramacie Johna Forda Uciekinier (The Fugitive, 1947) u boku Henry’ego Fondy. Przełomem w karierze była rola Paula Berthaleta w musicalu Charlesa Waltersa Lili (1953).
Zasiadał w jury konkursu głównego na 15. MFF w Cannes (1962).
W latach 70. i 80. Ferrer zajmował się produkcją i reżyserowaniem filmów telewizyjnych.

## Życie prywatne
Był pięciokrotnie żonaty. Od 23 października 1937 do 1939 i po raz drugi od 17 maja 1947 do 19 grudnia 1953 jego żoną była aktorka i rzeźbiarka Frances Gunby Pilchard, z którą miał córkę Pepę Phillippę (ur. 19 sierpnia 1941) i syna Marka Younga (ur. 19 czerwca 1944). 6 października 1942 poślubił Barbarę C. Tripp, z którą miał dwoje dzieci – córkę Melę (ur. 1937) i syna Christophera (ur. 1944). Rozwiedli się w 1944.
W lipcu 1953, kiedy Ferrer był żonaty z Frances Gunby Pilchard, poznał o 12 lat młodszą Audrey Hepburn. W grudniu 1953 doszło do rozwodu z Pilchard. Razem z Hepburn zagrał w broadwayowskiej sztuce Jeana Giraudoux Ondine (1954) w reż. Alfreda Lunta i ekranizacji Wojny i pokoju (War and Peace, 1956) w reż. Kinga Vidora. 25 września 1954 zawarli związek małżeński. Mieli syna Seana (ur. 7 lipca 1960). Na planie Dwoje na drodze (1967) Hepburn wdała się w romans z Albertem Finneyem. Ferrer także wdawał się w przelotne romanse. Ferrer był producentem dreszczowca Doczekać zmroku (1967) z Hepburn. Po premierze filmu, latem 1967 Audrey Hepburn złożyła papiery rozwodowe. 20 listopada 1968, po czternastu latach ich związku, oficjalnie przestali być małżeństwem.
19 lutego 1971 ożenił się z Elizabeth Soukhotine.

### Śmierć
Zmarł 2 czerwca 2008 z powodu niewydolności serca w domu rekonwalescencji w Santa Barbara w Kalifornii w wieku 90 lat.

## Filmografia

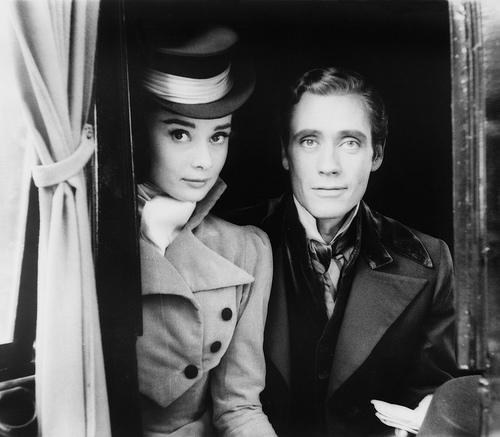
Z Audrey Hepburn w Wojnie i pokoju z 1956

### Filmy
- 1952: Ranczo złoczyńców jako Frenchy Fairmont
- 1952: Scaramouche jako Noel, Marquis de Maynes
- 1953: Lili jako Paul Berthalet
- 1956: Helena i mężczyźni jako hrabia Henri de Chevincourt
- 1956: Wojna i pokój jako książę Andrzej Bołkoński
- 1962: Diabelskie sztuczki jako Philip
- 1962: Najdłuższy dzień jako major generał Robert Haines
- 1963: Szarada jako mężczyzna palący papierosa w nocnym klubie
- 1964: Kiedy Paryż wrze jako mężczyzna na imprezie kostiumowej Jekyll i Hyde
- 1967: Doczekać zmroku jako głos w głośniku francusko–kanadyjskiego radia
- 1968: Upadek Cesarstwa Rzymskiego jako Cleander
- 1975: Brannigan jako Fields
- 1976: Czarny korsarz jako Van Gould
- 1976: Zjedzeni żywcem (Eaten Alive) jako Harvey Wood
- 1980: Zjedzeni żywcem (Mangiati vivi!) jako prof. Carter
- 1981: Lili Marleen jako David Mendelsson
- 1996: Katarzyna Wielka (TV) jako patriarcha

### Seriale
- 1973: Columbo – odc. „Requiem dla spadającej gwiazdy” („Requiem for a Falling Star”) jako Jerry Parks
- 1977: Hawaii Five-O jako Emil Radick / ks. Neill
- 1977: Wonder Woman jako Fritz Gerlich
- 1978: Jak zdobywano Dziki Zachód jako Hale Burton
- 1979–1980: Dallas jako Harrison Page
- 1985: Napisała: Morderstwo jako Eric Brahm
- 1985: Statek miłości jako Jack Powers
- 1986: Piotr Wielki jako Fryderyk I Pruski
- 1989: Napisała: Morderstwo jako Miles Austin